# Cinnyris talatala
La suimanga pechiblanco (Cinnyris talatala) es una especie de ave paseriforme de la familia Nectariniidae. Se encuentra en Angola, Botsuana, República Democrática del Congo, Malaui, Mozambique, Namibia, Sudáfrica, Suazilandia, Tanzania, Zambia, y Zimbabue.

## Descripción
Son aves paseriformes muy pequeñas que se alimentan abundantemente de néctar, aunque también atrapan insectos, especialmente cuando alimentan sus crías. El vuelo con sus alas cortas es rápido y directo.

## Subespecies
Comprende las siguientes subespecies:
- Cinnyris talatala andersoni
- Cinnyris talatala arestus
- Cinnyris talatala talatala